# Norrköpingi repülőtér
A Norrköpingi repülőtér (IATA: NRK, ICAO: ESSP) Svédország egyik nemzetközi repülőtere, amely Norrköping közelében található. Éves utasforgalma 40 186 fő (2022).

## Futópályák
A repülőtér futópályái:
- 09/27 (2203 m, 45 m, aszfalt)

## Forgalom
Az utasforgalom az elmúlt években az alábbi módon változott:
| Utasok száma | 74 228 | 87 518 | 100 177 | 114 088 | 109 160 | 131 826 | 99 541 | 117 916 | 17 899 | 40 186 |
|              | 2005   | 2007   | 2009    | 2011    | 2013    | 2014    | 2016   | 2018    | 2020   | 2022   |